# Comisión Guatemalteca de Normas
La Comisión Guatemalteca de Normas (COGUANOR) es el organismo nacional de normalización y certificación de Guatemala, creado en 1962 a través del Decreto 1523 del Congreso de la República. Su principal labor es el desarrollo de actividades de normalización con la finalidad de contribuir a mejorar la competitividad de las empresas nacionales de Guatemala y favorecer la subida de la calidad de los productos y servicios que ofertan las distintas empresas nacionales en el mercado nacional e internacional.
Su objetivo es la gestión de normas para favorecer la obtención de productos y servicios de calidad, contribuyendo a mejorar la competitividad y la calidad de vida.
La COGUANOR está actualmente adscrita a ISO y COPANT.

## Funciones
Las funciones de la Comisión Guatemalteca de Normas vienen establecidas en el artículo 6 del Decreto No 78-2005 por el que se regula la ley del sistema nacional de calidad. Algunas de las más relevantes son: 
- Elaborar, adoptar y promover la utilización de normas técnicas en el territorio nacional.
- Elaborar y promover la aplicación del programa anual de normalización, acorde a los requerimientos del sector productivo nacional.
- Revisar las normas en uso e introducir las modificaciones necesarias a medida que la experiencia, el progreso científico y tecnológico y el mercado nacional e internacional lo exijan.
- Asegurar que el proceso de elaboración de los reglamentos técnicos se utilicen las normas técnicas nacionales, regionales o internacionales.
- Organizar actividades de formación y difusión relacionadas con las normas aprobadas.

## Integrantes
El artículo 7 del Decreto No 78-2005 establece la integración del Consejo Nacional de Normalización, el cual se constituye por un representante titular en conjunción con un suplente del Ministerio de Economía y por un representante titular y un suplente de las siguientes entidades:
- Cámara de Industria
- Cámara de Comercio
- Cámara de la Construcción
- Cámara del Agro
- Asociación Gremial de Exportaciones de Productos No Tradicionales
- Foro de Rectores de las Universidades de Guatemala
- Asamblea de Presidentes de los Colegios Profesionales

El secretario del Consejo recaerá en el cargo del Secretario Ejecutivo de la COGUANOR que a su vez, corresponde con la persona del Ministro de Economía.

## Certificaciones
Algunas de las certificaciones sobre la base de la normativa que ofrece la COGUANOR son:
- Sistema de gestión de la calidad (SGC)
- Sistemas de gestión ambiental
- Productos
- Personal